# Kliuci
Kliuci (în bulgară Ключ , cunoscut și sub denumirile de Cildium (latină) și Kleidion (greacă) ) este un sat în Obștina Petrici, Regiunea Blagoevgrad, Bulgaria. Localizat la poalele  masivului Belașița, pe valea râului Strumeșnița, Kliuci este cunoscut datorită bătăliei desfășurate aici pe data de 29 iulie 1014, în care trupele țarului Samuil al Bulgariei au fost înfrânte de bizantinii conduși de împăratul Vasile al II-lea.
La 5 km nord de sat se află ruinele fortăreței lui Samuil, construită între 1009 și 1013 și Parcul Național Fortăreața lui Samuil, creat în 1982, unde se găsește un monument din bronz, ridicat în memoria țarului bulgar.

## Demografie
Componența etnică a satului Kliuci
     Bulgari (92,24%)
     Nicio identificare (7,31%)
     Altele (0,43%)
La recensământul din 2011, populația satului Kliuci era de 929 locuitori. Din punct de vedere etnic, majoritatea locuitorilor (92,24%) erau bulgari. Pentru 7,31% din locuitori nu este cunoscută apartenența etnică.